# Piccola Billy
Piccola Billy (Billy the Kid) è un cortometraggio muto del 1911 diretto da Larry Trimble. Di genere western, aveva come interpreti Tefft Johnson, Edith Storey, Ralph Ince, Julia Swayne Gordon, William R. Dunn e Harry T. Morey.

## Trama
Quella che segue è una delle poche recensioni del cortometraggio del 1911 da The Moving Picture World:
I doveri dello sceriffo svolti da "Zio Billy" non erano una questione di piacere personale. Suo genero è un membro di un gruppo armato; lui e "zio Billy" lasciano in fretta la loro casa per unirsi ai loro compagni alla ricerca di alcuni fuorilegge. Due ore dopo il genero viene riportato indietro morto, vittima della banda. Una figlia nasce dalla vedova e rimane quindi orfana. "Zio Billy" è ansioso che il bambino sia un maschio, e viene tenuto all'oscuro del sesso del nascituro dalla domestica spagnola. "Zio Billy" non saprà mai che "Billy, the Kid" era in realtà una ragazza. Lo sceriffo l'ha cresciuta come un giovane cowboy, anche se ha notato che c'era una certa timidezza nel "Kid" il quale non stava affatto diventando un ragazzo. Quando "Billy, the Kid" ha sedici anni, suo nonno la manda in una scuola cittadina. Lee Curtis, il caposquadra del ranch "Da zio Bill", era il migliore amico di "the Kid"; erano molto affezionati, ed era difficile per Lee separarsi dal suo giovane socio, quando la accompagnò all'incrocio dove incontrano dei fuorilegge. "The Kid" viene preso prigioniero e tenuto in ostaggio; i banditi spediscono una nota a "Zio Billy" dicendo: "Se ci concede  l'immunità, restituiremo "The Kid'". Quando lo sceriffo riceve questo messaggio, è furioso e la domestica spagnola che sa bene che il "Kid" "è una ragazza, è quasi impazzita per il timore che i rapitori scoprano questo fatto. Così confessa a "Zio Billy" perché lo ha tenuto all'oscuro della verità. Lee Curtis ascolta la dichiarazione del servo e, con lo sceriffo, si precipita fuori per dare la caccia alla banda. Intanto "Billy the Kid" è riuscito a fuggire dai fuorilegge e incontra lo sceriffo e la sua banda armata. Suo nonno non perde tempo per riportarla a casa e vestirsi da donna. Questa volta "Zio Billy" manderà "The Kid" in un seminario femminile. Lei dice a suo nonno che vuole solo essere "Billy the Kid" e avere Lee come compagno di vita. "Zio Billy" non ha più niente da dire e non passa molto tempo prima che cambi il suo nome in Signora Lee Curtis.

## Produzione
Il film fu prodotto dalla Vitagraph Company of America.

## Distribuzione
Distribuito dalla General Film Company, il film - un cortometraggio in una bobina - uscì nelle sale cinematografiche statunitensi il 9 agosto 1911. In Italia venne distribuito dalla Gaumont nel 1915.
Non si conoscono copie ancora esistenti della pellicola che viene considerata presumibilmente perduta.